# Glossen (vals)
Glossen, op. 163, är en vals av Johann Strauss den yngre. Den spelades första gången den 30 januari 1855 i Sofiensäle i Wien.

## Historia
Valsen komponerades till juridikstudenternas karnevalsbal som hölls den 30 januari 1855 i Sofiensäle och bevistades av mellan 1200 och 1500 personer. Titeln kommer från det juridiska språkområdet och betyder förklarande kommentarer i marginalen till kommande lagtexter. Några dagar senare (den 11 februari) spelades valsen för allmänheten vid en välgörenhetsbal i samma lokal (vid samma tillfället uruppfördes även Ella-Polka). Till det tillfället hade Strauss skrivit en version med två harpor och givit sin broder Eduard tillfälle att göra sin debut som virtuos på detta instrument. Även om Eduard var en utmärkt harpist var det som dirigent som han senare skulle bli berömd. Emellertid publicerade inte förläggaren Carl Haslinger det speciella arrangemanget av valsen för två harpor.

## Om valsen
Speltiden är ca 7 minuter och 55 sekunder plus minus några sekunder beroende på dirigentens musikaliska tolkning.

## Weblänkar
- Glossen i Naxos-utgåvan.